# Daniele del Carretto

Stemma della famiglia dei del Carretto

Daniele del Carretto (... – dicembre 1378) è stato un nobile italiano, capitano generale della Chiesa.

## Biografia
Era forse nipote del vescovo di Acqui Ottobono del Carretto.
Militò nel 1350 nell'Ordine di San Giovanni di Gerusalemme, prestando forse servizio a Rodi.
Entrò al servizio dello Stato Pontificio e nel 1358 venne inviato in Provenza, alla guida di un contingente di truppe papali. Nel 1363 fu al fianco del cardinale Egidio Albornoz.
Nel 1364 sostituì Gómez de Albornoz come rettore di Bologna e l'anno dopo represse una rivolta ad Imola. Nel 1370 venne nominato da Urbano V rettore della Campagna e Marittima e nel 1371 rettore di Benevento. Nel 1374 si trovò a Piacenza col grado di capitano generale della Chiesa. Nel 1377 la regina di Napoli Giovanna lo nominò principe d'Acaia.
Morì nel 1378.